# Barbara FitzRoy
Lady Barbara FitzRoy (Londra, 16 luglio 1672 – Pontoise, 6 maggio 1737) è stata una religiosa inglese.

## Biografia
Lady Barbara FitzRoy nacque a Cleveland House, figlia della duchessa Barbara Palmer, celebre amante di Carlo II d'Inghilterra; il re non legittimò mai la bambina, che probabilmente non fu sua. Infatti, al momento del suo concepimento i rapporti tra il sovrano e Barbara Palmer si stavano raffreddando e si sarebbero poi conclusi intorno al periodo della nascita della bambina, quando Louise de Kérouaille divenne l'amante del re Stuart. Per quanto Barbara Palmer sostenesse che la figlia fosse di sangue reale, il vero padre fu più probabilmente John Churchill, I duca di Marlborough o Philip Stanhope, II conte di Chesterfield, a cui pare la bambina assomigliasse. Allo stesso tempo, Roger Palmer, il marito di Barbara, considerava la bambina sua figlia legittima, includendola anche nel testamento.
Barbara FitzRoy seguì le orme materne e nel marzo 1691, appena diciottenne, diede alla luce un bambino, il figlio illegittimo di James Hamilton, IV duca di Hamilton. Per sfuggire allo scandalo, Lady Barbara fuggì in Francia, si ritirò nel priorato di San Nicola a Pontoise e divenne monaca benedettina con il nome di Sorella Benedicta il 2 aprile 1691. La carriera religiosa si dimostrò adatta a Lady Barbara, che nel 1721 divenne madre priora. Morì nel 1737 all'età di sessantaquattro anni.

## Ascendenza
|                                                     |                 |                                  | Genitori                                    |  |  | Nonni |  |  | Bisnonni                                         |  |  | Trisnonni                    |  |
|                                                     |                 |                                  |                                             |  |  |       |  |  | James I, re d'Inghilterra, di Scozia e d'Irlanda |  |  | Henry Stuart, duca di Albany |  |
|                                                     |                 |                                  |                                             |  |  |       |  |  | James I, re d'Inghilterra, di Scozia e d'Irlanda |  |  | Henry Stuart, duca di Albany |  |
|                                                     |                 | Mary Stuart, regina di Scozia    |                                             |  |  |       |  |  | James I, re d'Inghilterra, di Scozia e d'Irlanda |  |  |                              |  |
| Charles I, re d'Inghilterra, di Scozia e d'Irlanda  |                 |                                  |                                             |  |  |       |  |  | James I, re d'Inghilterra, di Scozia e d'Irlanda |  |  |                              |  |
|                                                     |                 | Anna af Danmark                  | Frederik II, re di Danimarca                |  |  |       |  |  |                                                  |  |  |                              |  |
|                                                     |                 | Anna af Danmark                  | Frederik II, re di Danimarca                |  |  |       |  |  |                                                  |  |  |                              |  |
|                                                     |                 | Anna af Danmark                  | Sophie von Mecklenburg-Güstrow              |  |  |       |  |  |                                                  |  |  |                              |  |
| Charles II, re d'Inghilterra, di Scozia e d'Irlanda |                 | Anna af Danmark                  |                                             |  |  |       |  |  |                                                  |  |  |                              |  |
|                                                     |                 | Henri IV, re di Francia          | Antoine de Bourbon, duca di Vendôme         |  |  |       |  |  |                                                  |  |  |                              |  |
|                                                     |                 | Henri IV, re di Francia          | Antoine de Bourbon, duca di Vendôme         |  |  |       |  |  |                                                  |  |  |                              |  |
|                                                     |                 | Henri IV, re di Francia          | Jeanne III, regina di Navarra               |  |  |       |  |  |                                                  |  |  |                              |  |
| Henriette-Marie de France                           |                 | Henri IV, re di Francia          |                                             |  |  |       |  |  |                                                  |  |  |                              |  |
|                                                     |                 | Maria de' Medici                 | Francesco I de' Medici, granduca di Toscana |  |  |       |  |  |                                                  |  |  |                              |  |
|                                                     |                 | Maria de' Medici                 | Francesco I de' Medici, granduca di Toscana |  |  |       |  |  |                                                  |  |  |                              |  |
|                                                     |                 | Maria de' Medici                 | Johanna von Österreich                      |  |  |       |  |  |                                                  |  |  |                              |  |
| Barbara FitzRoy                                     |                 | Maria de' Medici                 |                                             |  |  |       |  |  |                                                  |  |  |                              |  |
|                                                     | Edward Villiers | George Villiers                  |                                             |  |  |       |  |  |                                                  |  |  |                              |  |
|                                                     | Edward Villiers | George Villiers                  |                                             |  |  |       |  |  |                                                  |  |  |                              |  |
|                                                     | Edward Villiers | Audrey Saunders                  |                                             |  |  |       |  |  |                                                  |  |  |                              |  |
| William Villiers, II visconte Grandison             | Edward Villiers |                                  |                                             |  |  |       |  |  |                                                  |  |  |                              |  |
|                                                     |                 | Barbara St. John                 | John St. John                               |  |  |       |  |  |                                                  |  |  |                              |  |
|                                                     |                 | Barbara St. John                 | John St. John                               |  |  |       |  |  |                                                  |  |  |                              |  |
|                                                     |                 | Barbara St. John                 | Lucy Hungerford                             |  |  |       |  |  |                                                  |  |  |                              |  |
| Barbara Palmer, I duchessa di Cleveland             |                 | Barbara St. John                 |                                             |  |  |       |  |  |                                                  |  |  |                              |  |
|                                                     |                 | Paul Bayning, I visconte Bayning | Paul Bayning                                |  |  |       |  |  |                                                  |  |  |                              |  |
|                                                     |                 | Paul Bayning, I visconte Bayning | Paul Bayning                                |  |  |       |  |  |                                                  |  |  |                              |  |
|                                                     |                 | Paul Bayning, I visconte Bayning | Susanna Norden                              |  |  |       |  |  |                                                  |  |  |                              |  |
| Mary Bayning                                        |                 | Paul Bayning, I visconte Bayning |                                             |  |  |       |  |  |                                                  |  |  |                              |  |
|                                                     |                 | Anne Glemham                     | Henry Glemham                               |  |  |       |  |  |                                                  |  |  |                              |  |
|                                                     |                 | Anne Glemham                     | Henry Glemham                               |  |  |       |  |  |                                                  |  |  |                              |  |
|                                                     |                 | Anne Glemham                     | Anne Sackville                              |  |  |       |  |  |                                                  |  |  |                              |  |
|                                                     |                 | Anne Glemham                     |                                             |  |  |       |  |  |                                                  |  |  |                              |  |